# 채즈 팰민테리
채즈 팰민테리(Chazz Palminteri, 1946년 5월 15일 ~ )는 미국의 배우이다.

## 출연 작품
- 애널라이즈 디스
- 스튜어트 리틀